# Olivier Fox
 (avril 2011).
Si vous disposez d'ouvrages ou d'articles de référence ou si vous connaissez des sites web de qualité traitant du thème abordé ici, merci de compléter l'article en donnant les références utiles à sa vérifiabilité et en les liant à la section « Notes et références ».
Olivier Fox est un réalisateur et un scénariste français.
En 2007, son court métrage Kozak a reçu, au Festival de Cannes, le prix des Cinéphiles de la Semaine de la Critique et de nombreux prix dans d'autres festivals (meilleur court métrage francophone aux Rencontre du cinéma méditerranéen de Montpellier...)[réf. nécessaire].
Comme scénariste de cinéma, il a coécrit le film Visceral[Où ?] pour Frédéric Jardin. Pour le petit écran, il a écrit plusieurs téléfilms (Demain nous appartient, Innocent, etc.) et de nombreux épisodes pour les séries Avocats et Associés, Adresse inconnue, RIS police scientifique, Doc Martin[réf. nécessaire] et Engrenages... 
En 2018, il co-écrit et réalise les 10 épisodes de la série Nu pour OCS Max. 
En 2019, il réalise des épisodes de la série Osmosis créée par Audrey Fouché.